# أباتشي سنجا
أباتشي سنجا (بالإنجليزية: Apache Singa) هو منصة تعلم متعمق موزعة ومفتوحة المصدر.